# Rio Sout
Rio Sout é um rio da África do Sul.